# Taylor Knibb
Taylor Knibb (* 14. Februar 1998 in Rapid City) ist eine US-amerikanische Triathletin und Radrennfahrerin. Sie ist zweifache Junioren-Weltmeisterin Triathlon (2016, 2017), U23-Weltmeisterin (2018), zweifache Olympiastarterin (2020, 2024), Vizeweltmeisterin Triathlon (2021), dreifache sowie amtierende Weltmeisterin Ironman 70.3 (2022–2024) und Weltmeisterin T100 (2024).

## Werdegang
Taylor Knibb wurde in Mexiko im September 2016 Junioren-Weltmeisterin Triathlon (750 m Schwimmen, 20,9 km Radfahren und 5,4 km Laufen).
Bei den US-amerikanischen Meisterschaften auf der Triathlon-Sprintdistanz wurde sie im März 2017 Zweite hinter Sarah True in der Elite-Klasse und die 19-Jährige erzielte damit als jüngste Athletin eine Medaille. Im September desselben Jahres wurde sie in Rotterdam zum zweiten Mal Junioren-Weltmeisterin Triathlon.
Im September 2018 wurde die damals 20-Jährige in Australien U23-Weltmeisterin Triathlon auf der olympischen Kurzdistanz (1,5 km Schwimmen, 40 km Radfahren und 10 km Laufen). In der Saison 2021 wurde sie wieder für das US-Nationalteam nominiert.

### Olympische Sommerspiele 2020
Im Juni 2021 wurde sie zusammen mit Summer Rappaport, Katie Zaferes, Kevin McDowell und Morgan Pearson für einen Startplatz bei den Olympischen Sommerspielen in Tokio nominiert und belegte dort im Einzelrennen den 16. Rang. Mit der erstmalig ausgetragenen Mixed-Staffel gewann sie die Silbermedaille.

### ITU-Vizeweltmeisterin Triathlon 2021
Bei ihrem ersten Start auf der Mitteldistanz wurde sie im August 2021 Zweite im Ironman 70.3 Boulder. Zwei Wochen später wurde die 23-Jährige mit ihrem Sieg beim Grand Final der Weltmeisterschaftsrennserie 2021 im kanadischen Edmonton Vizeweltmeisterin Triathlon hinter Flora Duffy.
Taylor Knibb startete im August 2021 für das im Collins Cup der Professional Triathletes Organisation zusammengestellte Team USA – zusammen mit Jackie Hering, Jocelyn McCauley, Skye Moench, Chelsea Sodaro, Katie Zaferes, Collin Chartier, Matt Hanson, Ben Kanute, Sam Long, Justin Metzler und Andrew Starykowicz.
Im September wurde sie Dritte bei den Ironman 70.3 World Championships in St. George hinter der Britin Lucy Charles-Barclay.

### Ironman 70.3 Weltmeisterin 2022 und 2023
Im Oktober 2022 wurde die damals 24-Jährige in St. George Ironman-70.3-Weltmeisterin.
2023 konnte sie diesen Titel erfolgreich verteidigen. und seit August 2023 hält Taylor Knibb mit ihrer Siegerzeit von 3:53:02 Stunden im Rahmen der Ironman 70.3 World Championships beim Ironman 70.3 Lahti die Weltbestzeit in einem 70.3-Rennen.
Am 12. Juni 2024 wurde sie in der Weltrangliste der Professional Triathletes Organisation (PTO) als Erste vor Ashleigh Gentle geführt.

### Radsport seit 2023
2023 nahm Knibb erstmals an den US-amerikanischen Meisterschaften im Einzelzeitfahren teil und wurde Vierte.
Im Mai 2024 gewann sie überraschend die Meisterschaften, womit sie vom Verband automatisch für die Radsportwettbewerbe bei den Olympischen Spielen 2024 nominiert wurde.

### Olympische Sommerspiele 2024
In Paris kam sie im Juli im Einzelzeitfahren, das auf regennasser Strecke stattfand, nach mehreren Stürzen und Radwechseln auf den 19. Platz.
Taylor Knibb wurde außerdem für einen Startplatz im Triathlon bei den Olympischen Sommerspielen 2024 nominiert und belegte ebenfalls den 19. Rang. Mit der gemischten Staffel holte sie zusammen mit Seth Rider, Taylor Spivey und Morgan Pearson die Silbermedaille für die Vereinigten Staaten.
Im Oktober 2024 gewann sie mit dem T100 Lake Las Vegas ihr drittes T100-Rennen (2 km Schwimmen, 80 km Radfahren und 18 km Laufen) und im November wurde sie erste Weltmeisterin der T100-Rennserie.
Im Dezember 2024 wurde die 26-Jährige in Neuseeland zum dritten Mal in Folge Ironman-70.3-Weltmeisterin.
Im April 2025 wurde sie Zweite beim Ironman Texas und stellte dabei eine neue Langdistanzbestzeit für den Radsplit auf (4:19:46 h für 180,2 km Radfahren).
Taylor Knibb lebt in Washington, D.C.

## Auszeichnungen
- 2014, 2015: D.C. Gatorade Cross Country „Runner of the Year“
- 2014, 2015: D.C. State Athletic Association „Runner of the Year“

## Sportliche Erfolge
| Datum/Jahr    | Rang | Wettbewerb                                       | Austragungsort      | Zeit     | Bemerkung |
| ------------- | ---- | ------------------------------------------------ | ------------------- | -------- | --- |
| 5. Aug. 2024  | 2    | Olympische Sommerspiele 2024, Mixed Relay        | Paris               | 01:25:40 | in der gemischten Staffel mit Seth Rider, Taylor Spivey und Morgan Pearson (300 m Schwimmen, 7 km Radfahren und 1,8 km Laufen) |
| 31. Juli 2024 | 19   | Olympische Sommerspiele 2024                     | Paris               | 01:58:37 | |
| 11. Mai 2024  | 2    | ITU World Championship Series 2024               | Yokohama            | 01:53:04 | |
| 13. Mai 2023  | 3    | ITU World Championship Series 2023               | Yokohama            | 01:54:02 | |
| 6. Nov. 2022  | 2    | ITU World Championship Series 2022               | Bermuda             | 02:03:04 | |
| 8. Okt. 2022  | 3    | ITU Triathlon World Cup                          | Cagliari            | 01:47:58 | hinter Georgia Taylor-Brown |
| 14. Mai 2022  | 6    | ITU World Championship Series 2022               | Yokohama            | 01:53:00 | |
| 21. Aug. 2021 | 1    | ITU World Championship Series 2021               | Edmonton            | 01:54:47 | Grand Final |
| 31. Juli 2021 | 2    | Olympische Sommerspiele 2020 Mixed Relay         | Tokyo               | 01:23:55 | Olympiasiegerin in der gemischten Staffel mit Katie Zaferes, Kevin McDowell und Morgan Pearson                                 |
| 27. Juli 2021 | 16   | Olympische Sommerspiele 2020                     | Tokyo               | 02:00:59 | |
| 15. Mai 2021  | 1    | ITU World Championship Series 2021               | Yokohama            | 01:54:27 | |
| 10. Nov. 2019 | 2    | ITU Triathlon World Cup                          | Santo Domingo       | 01:34:41 | Zweite hinter Andrea Hewitt |
| 8. März 2019  | 4    | ITU World Championship Series 2019               | Abu Dhabi           | 00:56:09 | erstes Rennen der Saison |
| 14. Sep. 2018 | 1    | ITU Triathlon World Championship U23             | Gold Coast          | 01:53:47 | U23-Weltmeisterin auf der olympischen Kurzdistanz (1,5 km Schwimmen, 40 km Radfahren und 10 km Laufen)                         |
| 27. Juli 2018 | 16   | ITU World Championship Series 2018               | Edmonton            | 00:58:24 | hinter der Siegerin Vicky Holland                                                                                              |
| 16. Sep. 2017 | 1    | ITU Triathlon World Championship Junior Women    | Rotterdam           | 01:01:22 | Junioren-Weltmeisterin |
| 29. Juli 2017 | 2    | ITU World Championship Series 2017               | Edmonton            | 01:01:22 | Zweite hinter Flora Duffy |
| 11. März 2017 | 2    | USA Sprint Triathlon National Championship       | Sarasota            |          | Nationale Vizemeisterin Sprintdistanz; hinter Sarah True                                                                       |
| 16. Sep. 2016 | 1    | ITU Triathlon World Championship Junior Women    | Cozumel             | 00:59:05 | Junioren-Weltmeisterin |
| 30. Juli 2016 | 1    | USA Triathlon National Championship Junior Women | West Chester (Ohio) | 01:01:49 | Nationale Triathlon-Meisterin Junioren                                                                                         |
| 17. Sep. 2015 | 2    | ITU Triathlon World Championship Junior Women    | Chicago             |          | Junioren-Vizeweltmeisterin, hinter der Deutschen Laura Lindemann                                                               |
| 1. Aug. 2015  | 1    | USA Triathlon National Championship Junior Women | West Chester (Ohio) | 01:01:46 | Nationale Triathlon-Meisterin Junioren                                                                                         |
| 2. Aug. 2014  | 3    | USA Triathlon National Championship Junior Women | West Chester (Ohio) | 00:59:29 | |
| 18. Mai 2014  | 1    | Columbia Triathlon                               | Columbia (Maryland) |          | |

| Datum/Jahr    | Rang | Wettbewerb                       | Austragungsort | Zeit     | Bemerkung                                                                                       |
| ------------- | ---- | -------------------------------- | -------------- | -------- | ----------------------------------------------------------------------------------------------- |
| 9. Aug. 2025  | 3    | T100 London                      | London         | 03:39:07 | 2 km Schwimmen, 80 km Radfahren und 18 km Laufen                                                |
| 14. Juni 2025 | 1    | T100 Vancouver                   | Vancouver      | 03:30:50 | [ 19 ] [ 20 ]                                                                                   |
| 14. Dez. 2024 | 1    | Ironman 70.3 World Championships | Taupō          | 03:57:34 | Ironman 70.3 World Championships 2024                                                           |
| 19. Okt. 2024 | 1    | T100 Dubai                       | Dubai          | 03:29:17 | Siegerin der PTO T100 Triathlon World Tour                                                      |
| 19. Okt. 2024 | 1    | T100 Lake Las Vegas              | Lake Las Vegas | 03:37:03 |                                                                                                 |
| 28. Sep. 2024 | 1    | T100 Ibiza                       | Ibiza          | 03:30:03 |                                                                                                 |
| 8. Juni 2024  | 1    | T100 Alcatraz                    | San Francisco  | 03:38:01 | im Rahmen des Escape from Alcatraz Triathlon (2 km Schwimmen, 80 km Radfahren und 18 km Laufen) |
| 6. Apr. 2024  | 1    | Ironman 70.3 California          | Oceanside      | 04:09:55 |                                                                                                 |
| 2023          | 1    | Ironman 70.3 Boulder             | Boulder        | 03:56:34 |                                                                                                 |
| 26. Aug. 2023 | 1    | Ironman 70.3 World Championships | Lahti          | 03:53:02 | Ironman 70.3 World Championships 2023                                                           |
| 6. Aug. 2023  | 1    | PTO US Open                      | Milwaukee      | 03:32:58 | 2 km Schwimmen, 80 km Radfahren und 18 km Laufen                                                |
| 29. Okt. 2022 | 1    | Ironman 70.3 World Championships | St. George     | 4:03:20  | Ironman 70.3 World Championships 2022                                                           |
| 2. Apr. 2022  | 1    | Ironman 70.3 California          | Oceanside      | 04:06:32 |                                                                                                 |
| 18. Sep. 2021 | 3    | Ironman 70.3 World Championships | St. George     | 04:08:50 |                                                                                                 |
| 28. Aug. 2021 | 1    | PTO Collins Cup                  | Šamorín        | 03:30:10 | als schnellste Frau des Tages; im Team USA                                                      |
| 7. Aug. 2021  | 2    | Ironman 70.3 Boulder             | Boulder        | 04:02:20 |                                                                                                 |

| Datum/Jahr    | Rang | Wettbewerb     | Austragungsort | Zeit     | Bemerkung                            |
| ------------- | ---- | -------------- | -------------- | -------- | ------------------------------------ |
| 26. Apr. 2025 | 2    | Ironman Texas  | The Woodlands  | 08:20:15 | persönliche Bestzeit                 |
| 14. Okt. 2023 | 4    | Ironman Hawaii | Kailua-Kona    | 08:35:56 | Erster Start auf der Ironman-Distanz |

| Datum/Jahr    | Rang | Wettbewerb                                           | Austragungsort | Zeit        | Bemerkung                                                              |
| ------------- | ---- | ---------------------------------------------------- | -------------- | ----------- | ---------------------------------------------------------------------- |
| 24. Juli 2024 | 19   | Olympische Sommerspiele 2024, Einzelzeitfahren       | Paris          | 00:43:03,46 | 32,4 km; witterungsbedingt mehrfach gestürzt                           |
| Mai 2024      | 1    | US-amerikanische Meisterschaften im Einzelzeitfahren | Charleston     | 00:41:43    | für die Radsportwettbewerbe bei den Olympischen Spielen 2024 nominiert |
| 14. Okt. 2023 | 4    | US-amerikanische Meisterschaften im Einzelzeitfahren | Oak Ridge      |             |                                                                        |

(DNF – Did Not Finish)